# Kellie-Jay Keen-Minshull
Kellie-Jay Keen-Minshull, né en juin 1974, plus connue sous le nom de Posie Parker, est une militante anti-trans britannique ayant créé le groupe Standing for Women. 
Elle est connue pour ses prises de positions transphobes, prétendant s'opposer aux constructions sociales patriarcales. Elle y inclut la notion de « genre ». Se définissant comme une militante défendant les droits des femmes (woman's rights activist), elle exclut de sa démarche les femmes trans.

## Biographie
Kellie-Jay Keen-Minshull est connue pour sa vision biologiste de la définition des termes « homme » et « femme ». En conséquence, elle s'oppose aux lois permettant aux personnes transgenres d'être légalement reconnues comme appartenant à leur genre mais aussi à l'utilisation des toilettes publiques ou des vestiaires par des personnes transgenres, destinées à un sexe qui n'est pas celui avec lequel elles sont nées. Elle s'oppose également à la participation des personnes trans dans des sports qui ne correspondent pas à leur sexe assigné à la naissance et aux représentations de drag, notamment dans des lieux pouvant être fréquentés par des enfants. De plus, elle milite contre l'accès aux soins d'affirmation de genre, exprimant son opposition aux bloqueurs de puberté et à l'hormonothérapie substitutive pour les mineurs trans.
Keen-Minshull est une conseillère du Women's Liberation Front (WoLF), une organisation TERF. En 2023, le The New Zealand Herald décrivait Keen-Minshull comme « une figure clé du mouvement contre la loi britannique sur la reconnaissance du genre ».
Elle a organisé plusieurs événements anti-trans auxquels ont participé des nationalistes blancs et des néo-nazis tels que le National Socialist Network.